# 八営駅
八営駅（パリョンえき、朝鮮語: 팔영역）は、朝鮮民主主義人民共和国平安北道大館郡にある駅であり、平北線に属する。 

## 歴史
- 1939年9月27日：大安駅として開業[1]。
- 日時不明：八営駅に改称。

## 隣の駅
平北線
白雲駅 - 八営駅 - 大寧江駅